# Гамалея, Иван Андреевич
Иван Андреевич Гамалея (1699—1766) — государственный деятель, генеральный судья.

## Биография
Иван Гамалея родился 6 декабря 1699 года в семье бунчукового товарища Андрея Андреевича Гамалея (из малороссийских дворян) и жены его Анастасии Михайловны (урождённой Миклашевской), родной племянник генерального есаула Михаила Андреевича Гамалея.
Службу начал в 1720 году, когда вместе с братьями был определен в звание бунчуковых товарищей. В этом же году он был в составе виц-свиты гетмана во время пребывания в Малороссии князя А. Д. Меншикова, а затем прожил несколько лет в Петербурге, где хлопотал о возвращении в своё владение села Юдинова и хутора Волотина, несправедливо замежованных к землям, полученным Меншиковым около Почепа.
В 1728 году он сопровождал гетмана Войска Запорожского Даниила Апостола в его поездке в Москву, после чего исполнял целый ряд служебных поручений разнообразного характера.
В 1733 году ему поручено было размежевание спорных земель села Агарян; в том же году он был отправлен в Польский поход, в команду генерального обозного Лизогуба, при котором «отправлял вместо судіи генерального всякие судовіе, також розискніе и криминалніе дела»; далее Гамалея состоял в 1733—1735 гг. при генерал-лейтенанте Л. В. Измайлове.
В 1736 году И. А. Гамалея был послан «в нужнейшем Её Императорского Величества деле» в Миргородский полк, где покупал на армию провиант и фураж, а в следующем году с Прилуцким полковником Григорием Галаганом содержал команду на линии, состоял при князе Барятинском в Переволочной и «конвоевал» генерал-аншефа А. И. Румянцева от Переволочной до Опошного.
В 1738 году он также покупал в Погаре для армии провиант и фураж, затем с подполковником князем Волконским раздавал в Черниговском и Стародубовском полках деньги за взятых у обывателей на армию волов, отправлял в армию провиант и фураж, набирал «аммунечнія вещи», отправлял офицеров «на рандеву» и в заключение «пересмотровал» полк Стародубовский, который и отправил в поход к генерал-фельдмаршалу графу Петру Петровичу Ласси.
Исполнив перечисленные поручения, Гамалея сам отправился в военный поход, зимовал на линии при генеральном обозном Я. Е. Лизогубе, после чего в 1739 году выступил в новый поход при генерал-аншефе Румянцеве, был «на рандеве» в Переяславе и Крылове; затем, перейдя Днепр у Триполья, принимал участие во взятии Турецкого лагеря и города Хотина. С этого времени он почти исключительно нес службу мирного характера.
В 1740 году он был на следствии в м. Шептаках, присутствовал в Генеральном суде вместо генерального обозного Лизогуба и «продолжал здесь своё бытие чрез несколько лет» и был членом в Суде Третейском, Воловой и Счетной комиссиях (с июня 1740 года); в этом же году был отправлен в Нежинский, Киевский, Переяславский и Прилуцкий полки «ради освидетельствования при учрежденных конюшейских заводах о кобылицах и жеребцах».
16 июня 1744 года он был определен с бригадиром Юрловым в следственную комиссию о генеральном писаре Безбородке и старшем канцеляристе Холодовиче по известному доносу на них Черниговского полкового обозного Молявки и сотника яготинского Купчинского.
За все вышеперечисленные заслуги Иван Андреевич Гамалея в 1744 году был «аттестован» Генеральной войсковой канцелярией в полковники, о чем «взнесено» было и в Сенат, однако без результата, а 1 мая 1745 года он был назначен членом Генерального суда.
В 1746 году, по требованию духовника императрицы Елизаветы Петровны Федора Дубянского, Гамалея, по указу Генеральной войсковой канцелярии, размежевывал земли сс. Климок и Чеплеевки, затем вновь принимал участие в следственной комиссии о Безбородке и Холодовиче (1747—1748 гг; несмотря на приведенные Купчинским доказательства, дело закончилось в 1751 году в пользу Безбородко, который снова определен был в генеральную канцелярию. Купчинский же лишен был уряда и «100 ударов кием взял»), был в «пограничной от Малороссийского краю с Полщей комиссии» (1749) и с 1750 г. опять состоял членом Генерального суда.
26 августа 1750 году, по гетманскому ордеру, Гамалея был назначен Миргородским наказным полковником, причем получил в своё владение 50 ранговых дворов. Будучи в этой должности, он ходил с полком в поход, в 1752 году был от неё освобождён и в 1755 году снова назначен членом Генерального суда.
26 июля 1757 года, уже в преклонном возрасте, был уволен от всех служб, но тем не менее продолжал еще принимать участие в некоторых делах края, например в 1761 году был «определен к правлению канцелярии Малороссийского Скарбу».
Около 1762 года получил чин генерального судьи.
В пределах будущей Черниговской губернии он владел селами Юдиновым, Чеховкой, половиной Семяновки и другими имениями. За первой своей женой Марфой Ивановной Анненковой, дочерью полковника, Г. получил богатые имения в Путивльском уезде; вторым браком он был женат на дочери бунчукового товарища, Анне Ивановне Бороздне, бывшей ранее замужем за графом Гаврилом Ивановичем Владиславичем-Рагузинским.
Иван Андреевич Гамалея скончался 21 марта 1766 года.